# Mikronova
Mikronova je zvezdni izbruh z močjo približno milijoninke klasične nove. Pojav je posledica kopičenja snovi iz okolice zvezde, na primer iz spremljevalne zvezde.
Ekipa Evropskega južnega observatorija je 20. aprila 2022 objavila, da je s pomočjo podatkov vesoljskega teleskopa TESS in Zelo velikega teleskopa identificirala tri mikronove bele pritlikavke.

## Sonce
Ko je Neil Armstrong med odpravo Apollo 11 stereoskopsko fotografiral Lunino površje, je videl bleščeče lise, ki so bile videti kot steklo. Astrofizik Thomas Gold je analiziral fotografije in predlagal, da bi lahko bila zasteklitev posledica »majhnega izbruha, podobnega novi«, ki ga je povzročilo Sonce. Profesor astronomije in astrofizike Bradley Schaefer se je strinjal, da je to prepričljiv argument za pojav, ki ga danes imenujemo sončna mikronova in ki bi se moral zgoditi pred manj kot 30.000 leti. Te lise so opazili tudi na oddaljeni strani Lune med misijo Chang'e 4 kitajske vesoljske agencije leta 2019 in sprva so mislili, da gre za gel. Ekipa je predlagala, da stekla ni mogel oblikovati impaktor, ki je ustvaril krater, v katerem so ga našli. Objekt bi bil namreč premajhen, da bi lahko ustvaril potrebne temperature.